# Copa de Brasil 2017
La Copa de Brasil 2017 fue la 29a edición de este torneo de fútbol de Brasil. En esta competición, participan 86 equipos, de ellos los 6 representantes brasileños en la Copa Conmebol Libertadores 2017, 70 clasificados por los campeonatos estaduales y 10 por la clasificación nacional de la Confederación Brasileña de Fútbol.
El campeón de la Copa de Brasil obtendrá un cupo para disputar la Copa Conmebol Libertadores 2018.

## Equipos participantes
| Estado                                  | Club                   | Método de clasificación                                        |
| --------------------------------------- | ---------------------- | -------------------------------------------------------------- |
| Acre 2 cupos                            | Atlético Acreano       | Campeonato Acreano, campeón 2016                               |
| Acre 2 cupos                            | Rio Branco             | Campeonato Acreano, subcampeón 2016                            |
| Alagoas 3 cupos + 1 adicional           | CRB Alagoas            | Campeonato Alagoano, campeón 2016                              |
| Alagoas 3 cupos + 1 adicional           | CSA Alagoas            | Campeonato Alagoano, subcampeón 2016                           |
| Alagoas 3 cupos + 1 adicional           | Murici                 | Campeonato Alagoano, tercer lugar 2016                         |
| Alagoas 3 cupos + 1 adicional           | ASA Arapiraquense      | Clasificado por ranking CBF 2016, no clasificado anteriormente |
| Amapá 1 cupo                            | Santos                 | Campeonato Amapaense, campeón 2016                             |
| Amazonas 2 cupos                        | Nacional Fast Clube    | Campeonato Amazonense, campeón 2016                            |
| Amazonas 2 cupos                        | Princesa do Solimões   | Campeonato Amazonense, subcampeón 2016                         |
| Bahía 3 cupos                           | Vitória                | Campeonato Baiano, campeón 2016                                |
| Bahía 3 cupos                           | Bahia                  | Campeonato Baiano, subcampeón 2016                             |
| Bahía 3 cupos                           | Vitória da Conquista   | Copa Governador do Estado da Bahia, campeón 2016               |
| Ceará 3 cupos + 1 adicional             | Fortaleza              | Campeonato Cearense, campeón 2016                              |
| Ceará 3 cupos + 1 adicional             | Uniclinic              | Campeonato Cearense, subcampeón 2016                           |
| Ceará 3 cupos + 1 adicional             | Guaraní de Juazeiro    | Copa Fares Lopes, campeón 2016                                 |
| Ceará 3 cupos + 1 adicional             | Ceará                  | Clasificado por ranking CBF 2016, no clasificado anteriormente |
| Distrito Federal 2 cupos                | Luziânia               | Campeonato Brasiliense, campeón 2016                           |
| Distrito Federal 2 cupos                | Ceilândia              | Campeonato Brasiliense, subcampeón 2016                        |
| Espírito Santo 1 cupo                   | Desportiva Ferroviária | Campeonato Capixaba, campeón 2016                              |
| Goiás 3 cupos + 1 adicional             | Goiás                  | Campeonato Goiano, campeón 2016                                |
| Goiás 3 cupos + 1 adicional             | Anápolis               | Campeonato Goiano, subcampeón 2016                             |
| Goiás 3 cupos + 1 adicional             | Atlético Goianiense    | Campeonato Goiano, tercer lugar 2016                           |
| Goiás 3 cupos + 1 adicional             | Vila Nova              | Campeonato Goiano, cuarto lugar 2016                           |
| Maranhão 2 cupos                        | Moto Club              | Campeonato Maranhense, campeón 2016                            |
| Maranhão 2 cupos                        | Sampaio Corrêa         | Campeonato Maranhense, subcampeón 2016                         |
| Mato Grosso 3 cupos                     | Luverdense             | Campeonato Matogrossense, campeón 2016                         |
| Mato Grosso 3 cupos                     | Sinop                  | Campeonato Matogrossense, subcampeón 2016                      |
| Mato Grosso 3 cupos                     | Cuiabá                 | Copa FMF, campeón 2016                                         |
| Mato Grosso do Sul 2 cupos              | Sete de Setembro       | Campeonato Sul-Matogrossense, campeón 2016                     |
| Mato Grosso do Sul 2 cupos              | Comercial              | Campeonato Sul-Matogrossense, subcampeón 2016                  |
| Minas Gerais 4 cupos + 2 adicionales    | América Mineiro        | Campeonato Mineiro, campeón 2016                               |
| Minas Gerais 4 cupos + 2 adicionales    | Atlético Mineiro       | Campeonato Mineiro, subcampeón 2016                            |
| Minas Gerais 4 cupos + 2 adicionales    | Cruzeiro               | Campeonato Mineiro, tercer lugar 2016                          |
| Minas Gerais 4 cupos + 2 adicionales    | URT                    | Campeonato Mineiro, cuarto lugar 2016                          |
| Minas Gerais 4 cupos + 2 adicionales    | Caldense               | Campeonato Mineiro, quinto lugar 2016                          |
| Minas Gerais 4 cupos + 2 adicionales    | Boa Esporte            | Clasificado por ranking CBF 2016, no clasificado anteriormente |
| Pará 3 cupos + 1 adicional              | Paysandu               | Campeonato Paraense, campeón 2016                              |
| Pará 3 cupos + 1 adicional              | São Francisco          | Campeonato Paraense, subcampeón 2016                           |
| Pará 3 cupos + 1 adicional              | São Raimundo           | Campeonato Paraense, tercer lugar 2016                         |
| Pará 3 cupos + 1 adicional              | Remo                   | Campeonato Paraense, cuarto lugar 2016                         |
| Paraíba 2 cupos                         | Campinense             | Campeonato Paraibano, campeón 2016                             |
| Paraíba 2 cupos                         | Botafogo               | Campeonato Paraibano, subcampeón 2016                          |
| Paraná 3 cupos + 2 adicionales          | Atlético Paranaense    | Campeonato Paranaense, campeón 2016                            |
| Paraná 3 cupos + 2 adicionales          | Coritiba               | Campeonato Paranaense, subcampeón 2016                         |
| Paraná 3 cupos + 2 adicionales          | Paraná Clube           | Campeonato Paranaense, tercer lugar 2016                       |
| Paraná 3 cupos + 2 adicionales          | PSTC                   | Campeonato Paranaense, cuarto lugar 2016                       |
| Paraná 3 cupos + 2 adicionales          | Londrina               | Clasificado por ranking CBF 2016, no clasificado anteriormente |
| Pernambuco 3 cupos + 1 adicional        | Santa Cruz             | Campeonato Pernambucano, campeón 2016                          |
| Pernambuco 3 cupos + 1 adicional        | Sport Recife           | Campeonato Pernambucano, subcampeón 2016                       |
| Pernambuco 3 cupos + 1 adicional        | Náutico                | Campeonato Pernambucano, tercer lugar 2016                     |
| Pernambuco 3 cupos + 1 adicional        | Salgueiro              | Campeonato Pernambucano, cuarto lugar 2016                     |
| Piauí 2 cupos                           | Ríver                  | Campeonato Piauiense, campeón 2016                             |
| Piauí 2 cupos                           | Altos                  | Campeonato Piauiense, subcampeón 2016                          |
| Río de Janeiro 5 cupos + 2 adicionales  | Flamengo               | Campeonato Brasileño de Fútbol 2016, tercer lugar              |
| Río de Janeiro 5 cupos + 2 adicionales  | Vasco da Gama          | Campeonato Carioca 2016, campeón                               |
| Río de Janeiro 5 cupos + 2 adicionales  | Botafogo               | Campeonato Brasileño de Fútbol 2016, quinto lugar              |
| Río de Janeiro 5 cupos + 2 adicionales  | Fluminense             | Campeonato Carioca 2016, tercer lugar                          |
| Río de Janeiro 5 cupos + 2 adicionales  | Volta Redonda          | Campeonato Carioca 2016, quinto lugar                          |
| Río de Janeiro 5 cupos + 2 adicionales  | Boavista               | Campeonato Carioca 2016, sexto lugar                           |
| Río de Janeiro 5 cupos + 2 adicionales  | Friburguense           | Copa Rio, subcampeón 2016                                      |
| Río Grande do Norte 3 cupos             | ABC Natal              | Campeonato Potiguar, campeón 2016                              |
| Río Grande do Norte 3 cupos             | América de Natal       | Campeonato Potiguar, subcampeón 2016                           |
| Río Grande do Norte 3 cupos             | Globo                  | Campeonato Potiguar, tercer lugar 2016                         |
| Río Grande do Sul 4 cupos + 1 adicional | Grêmio                 | Copa de Brasil 2016, campeón                                   |
| Río Grande do Sul 4 cupos + 1 adicional | Internacional          | Campeonato Gaúcho, campeón 2016                                |
| Río Grande do Sul 4 cupos + 1 adicional | Juventude              | Campeonato Gaúcho, subcampeón 2016                             |
| Río Grande do Sul 4 cupos + 1 adicional | São José               | Campeonato Gaúcho, cuarto lugar 2016                           |
| Río Grande do Sul 4 cupos + 1 adicional | Ypiranga de Erechim    | Copa FGF, subcampeón 2016                                      |
| Rondonia 1 cupo                         | Rondoniense            | Campeonato Rondoniense, campeón 2016                           |
| Roraima 1 cupo                          | São Raimundo           | Campeonato Roraimense, subcampeón 2016                         |
| Santa Catarina 4 cupos + 2 adicionales  | Chapecoense            | Campeonato Catarinense, campeón 2016                           |
| Santa Catarina 4 cupos + 2 adicionales  | Joinville              | Campeonato Catarinense, subcampeón 2016                        |
| Santa Catarina 4 cupos + 2 adicionales  | Criciúma               | Campeonato Catarinense, tercer lugar 2016                      |
| Santa Catarina 4 cupos + 2 adicionales  | Figueirense            | Campeonato Catarinense, cuarto lugar 2016                      |
| Santa Catarina 4 cupos + 2 adicionales  | Brusque                | Campeonato Catarinense, quinto lugar 2016                      |
| Santa Catarina 4 cupos + 2 adicionales  | Avaí                   | Clasificado por ranking CBF 2016, no clasificado anteriormente |
| São Paulo 5 cupos + 7 adicionales       | Palmeiras              | Campeonato Brasileño de Fútbol 2016, campeón                   |
| São Paulo 5 cupos + 7 adicionales       | Santos                 | Campeonato Brasileño de Fútbol 2016, subcampeón                |
| São Paulo 5 cupos + 7 adicionales       | Audax                  | Campeonato Paulista 2016, subcampeón                           |
| São Paulo 5 cupos + 7 adicionales       | Corinthians            | Campeonato Paulista 2016, tercer lugar                         |
| São Paulo 5 cupos + 7 adicionales       | São Bento              | Campeonato Paulista 2016, quinto lugar                         |
| São Paulo 5 cupos + 7 adicionales       | Santo André            | Campeonato Paulista Série A2 2016, campeón                     |
| São Paulo 5 cupos + 7 adicionales       | Ferroviária            | Copa Paulista, subcampeón 2016                                 |
| São Paulo 5 cupos + 7 adicionales       | São Paulo              | Clasificado por ranking CBF 2016, no clasificado anteriormente |
| São Paulo 5 cupos + 7 adicionales       | Ponte Preta            | Clasificado por ranking CBF 2016, no clasificado anteriormente |
| São Paulo 5 cupos + 7 adicionales       | Portuguesa             | Clasificado por ranking CBF 2016, no clasificado anteriormente |
| São Paulo 5 cupos + 7 adicionales       | Bragantino             | Clasificado por ranking CBF 2016, no clasificado anteriormente |
| São Paulo 5 cupos + 7 adicionales       | Oeste                  | Clasificado por ranking CBF 2016, no clasificado anteriormente |
| Sergipe 2 cupos                         | Sergipe                | Campeonato Sergipano, campeón 2016                             |
| Sergipe 2 cupos                         | Itabaiana              | Campeonato Sergipano, subcampeón 2016                          |
| Tocantins 1 cupo                        | Gurupi                 | Campeonato Tocantinense, campeón 2016                          |

### Clasificados porrankingCBF
Equipos clasificados por el ranking de la CBF.
| Pos. | Equipo            | Estado         |
| ---- | ----------------- | -------------- |
| 8.º  | São Paulo         | São Paulo      |
| 15.º | Ponte Preta       | São Paulo      |
| 23.º | Ceará             | Ceará          |
| 25.º | Avaí              | Santa Catarina |
| 32.º | Bragantino        | São Paulo      |
| 39.º | Portuguesa        | São Paulo      |
| 41.º | Boa Esporte       | Minas Gerais   |
| 42.º | Oeste             | São Paulo      |
| 43.º | ASA Arapiraquense | Alagoas        |
| 45.º | Londrina          | Paraná         |

### Clubes clasificados directamente a octavos de final
| Equipo              | Forma de clasificación                             |
| ------------------- | -------------------------------------------------- |
| Chapecoense         | Campeón Copa Sudamericana 2016                     |
| Palmeiras           | Campeón Campeonato Brasileño de Fútbol 2016        |
| Santos              | Vicecampeón Campeonato Brasileño de Fútbol 2016    |
| Grêmio              | Campeón Copa de Brasil 2016                        |
| Flamengo            | 3.º puesto del Campeonato Brasileño de Fútbol 2016 |
| Atlético Mineiro    | 4.º puesto del Campeonato Brasileño de Fútbol 2016 |
| Botafogo            | 5.º puesto del Campeonato Brasileño de Fútbol 2016 |
| Atlético Paranaense | 6.º puesto del Campeonato Brasileño de Fútbol 2016 |
| Atlético Goianiense | Campeón Série B 2016                               |
| Santa Cruz          | Campeón Copa do Nordeste 2016                      |
| Paysandu            | Campeón Copa Verde 2016                            |

## Fase inicial

### Primera Ronda
- 80 equipos disputan la primera fase en partido único. Los equipos con mejor ranking CBF serán visitantes y tendrán ventaja en caso de empate.
- Partidos del 8 al 15 de febrero. Estadísticas CBF
- Equipos listados en la primera columna poseen la localía. En negrita los clubes clasificados.
| Equipo local           | Resultado | Equipo visitante       |
| ---------------------- | --------- | ---------------------- |
| Alagoano               | 1 - 4     | Sport Recife           |
| Sete de Dourados       | 1 - 0     | Ríver                  |
| Uniclinic              | 1 - 2     | Portuguesa             |
| Boavista               | 1 - 0     | Ceará                  |
| Rio Branco             | 1 - 0     | Figueirense            |
| Gurupi                 | 2 - 1     | Londrina               |
| São Raimundo           | 2 - 1     | Fortaleza              |
| Comercial              | 0 - 1     | Joinville              |
| Volta Redonda          | 1 - 2     | Cruzeiro               |
| São Francisco          | 3 - 0     | Botafogo (João Pessoa) |
| Murici                 | 3 - 1     | Juventude              |
| Atlético Acreano       | 0 - 2     | América Mineiro        |
| Globo                  | 2 - 5     | Fluminense             |
| Sinop                  | 1 - 0     | Salgueiro              |
| Altos                  | 2 - 0     | CRB Alagoas            |
| Santo André            | 0 - 1     | Criciúma               |
| Princesa do Solimões   | 0 - 2     | Internacional          |
| Friburguense           | 0 - 1     | Oeste                  |
| São José               | 1 - 1     | Sampaio Corrêa         |
| Guarani de Juazeiro    | 1 - 0     | Náutico                |
| Caldense               | 0 - 1     | Corinthians            |
| Brusque                | 2 - 1     | Remo                   |
| URT                    | 1 - 2     | Luverdense             |
| Desportiva Ferroviária | 1 - 2     | Avaí                   |
| Campinense             | 0 - 2     | Ponte Preta            |
| Rondoniense            | 0 - 2     | Cuiabá                 |
| São Raimundo           | 0 - 2     | Boa Esporte            |
| Itabaiana              | 2 - 4     | Goiás                  |
| Santos-AP              | 0 - 2     | Vasco da Gama          |
| Nacional Fast Clube    | 1 - 1     | Vila Nova              |
| Anápolis               | 0 - 0     | Bragantino             |
| Luziânia               | 0 - 2     | Vitória                |
| Vitória da Conquista   | 1 - 1     | Coritiba               |
| Ferroviária            | 1 - 1     | ASA Arapiraquense      |
| São Bento              | 1 - 1     | Paraná Clube           |
| Sergipe                | 0 - 2     | Bahia                  |
| Moto Club              | 0 - 1     | São Paulo              |
| Paraná STC             | 2 - 1     | Ypiranga de Erechim    |
| Audax                  | 1 - 0     | América de Natal       |
| Ceilândia              | 1 - 1     | ABC Natal              |

### Segunda Ronda
- Participan en esta fase los 40 equipos vencedores en la etapa anterior, en partido único.
- Partidos del 22 de febrero al 1 de marzo.
- Equipos listados en la primera columna poseen la localía. En negrita los clubes clasificados.
| Equipo local   | Resultado        | Equipo visitante    |
| -------------- | ---------------- | ------------------- |
| Sport Recife   | 3 - 0            | Sete de Dourados    |
| Portuguesa     | 0 - 2            | Boavista            |
| Gurupi         | 2 - 0            | Rio Branco          |
| Joinville      | 1 - 0            | São Raimundo-PA     |
| Cruzeiro       | 6 - 0            | São Francisco-PA    |
| Murici         | 0 - 0 (5-4 pen.) | América Mineiro     |
| Sinop          | 1 - 3            | Fluminense          |
| Criciúma       | 2 - 2 (4-3 pen.) | Altos               |
| Internacional  | 4 - 1            | Oeste               |
| Sampaio Corrêa | 2 - 0            | Guarani de Juazeiro |
| Brusque        | 0 - 0 (4-5 pen.) | Corinthians         |
| Avaí           | 1 - 1 (2-3 pen.) | Luverdense          |
| Ponte Preta    | 1 - 1 (4-5 pen.) | Cuiabá              |
| Boa Esporte    | 0 - 0 (2-3 pen.) | Goiás               |
| Vila Nova      | 1 - 2            | Vasco da Gama       |
| Vitória        | 3 - 2            | Bragantino          |
| Coritiba       | 0 - 2            | ASA Arapiraquense   |
| Paraná Clube   | 2 - 0            | Bahia               |
| Paraná STC     | 2 - 4            | São Paulo           |
| ABC Natal      | 1 - 1 (4-1 pen.) | Audax               |

### Tercera Ronda
- Participan en esta fase los 20 equipos vencedores en la etapa anterior, en partidos eliminatorios de ida y vuelta.
- Partidos del 8 al 16 de marzo.
- Equipos listados en la primera columna poseen la localía en el partido de ida. En negrita los clubes clasificados.
| Equipo local ida  | Global           | Equipo visitante ida | Ida   | Vuelta |
| ----------------- | ---------------- | -------------------- | ----- | ------ |
| Boavista          | 0 - 4            | Sport Recife         | 0 - 3 | 0 - 1  |
| Joinville         | 3 - 2            | Gurupi               | 3 - 1 | 0 - 1  |
| Murici            | 0 - 5            | Cruzeiro             | 0 - 2 | 0 - 3  |
| Criciúma          | 3 - 4            | Fluminense           | 1 - 1 | 2 - 3  |
| Sampaio Corrêa    | 1 - 7            | Internacional        | 1 - 4 | 0 - 3  |
| Luverdense        | 1 - 3            | Corinthians          | 0 - 2 | 1 - 1  |
| Goiás             | 5 - 1            | Cuiabá               | 4 - 0 | 1 - 1  |
| Vasco da Gama     | 1 - 2            | Vitória              | 1 - 1 | 0 - 1  |
| ASA Arapiraquense | 0 - 0 (1-4 pen.) | Paraná               | 0 - 0 | 0 - 0  |
| São Paulo         | 4 - 2            | ABC Natal            | 3 - 1 | 1 - 1  |

### Cuarta Ronda
- Participan en esta fase los 10 equipos vencedores en la etapa anterior, en partidos eliminatorios de ida y vuelta.
- Partidos el 12 y 19 de abril.
- Equipos listados en la primera columna poseen la localía en el partido de ida. En negrita los clubes clasificados.
| Equipo local ida | Global           | Equipo visitante ida | Ida   | Vuelta |
| ---------------- | ---------------- | -------------------- | ----- | ------ |
| Sport Recife     | 3 - 3 (4-3 pen.) | Joinville            | 2 - 1 | 1 - 2  |
| Vitória          | 0 - 2            | Paraná Clube         | 0 - 2 | 0 - 0  |
| Goiás            | 2 - 4            | Fluminense           | 2 - 1 | 0 - 3  |
| Internacional    | 2 - 2 (4-3 pen.) | Corinthians          | 1 - 1 | 1 - 1  |
| São Paulo        | 2 - 3            | Cruzeiro             | 0 - 2 | 2 - 1  |

## Fase final
Sorteo
Participan del sorteo los 11 clubes directamente clasificados, más los cinco clubes clasificados de la etapa anterior.
Entre paréntesis, el ranking de la CBF.
| Bombo 1 | Bombo 2 |
| --- | --- |
| Grêmio (1) Palmeiras (2) Santos (3) Atlético Mineiro (5) Flamengo (9) Atlético Paranaense (11) Botafogo (12) Chapecoense (19) | Cruzeiro (6) Internacional (7) Fluminense (10) Sport Recife (17) Santa Cruz (26) Atlético Goianiense (27) Paysandu (30) Paraná Clube (33) |

|  | Octavos de final         | Octavos de final         | Octavos de final         |                  |   | Cuartos de final           | Cuartos de final           | Cuartos de final           |  |  | Semifinales                  | Semifinales                  | Semifinales                  |  |  | Final                | Final                | Final                |
|  | 4 de abril al 1 de junio | 4 de abril al 1 de junio | 4 de abril al 1 de junio |                  |   | 28 de junio al 27 de julio | 28 de junio al 27 de julio | 28 de junio al 27 de julio |  |  | 16 de agosto al 24 de agosto | 16 de agosto al 24 de agosto | 16 de agosto al 24 de agosto |  |  | 7 y 27 de septiembre | 7 y 27 de septiembre | 7 y 27 de septiembre |
|  |                          |                          |                          |                  |   |                            |                            |                            |  |  |                              |                              |                              |  |  |                      |                      |                      |
|  |                          |                          |                          |                  |   |                            |                            |                            |  |  |                              |                              |                              |  |  |                      |                      |                      |
|  |                          |                          |                          |                  |   |                            |                            |                            |  |  |                              |                              |                              |  |  |                      |                      |                      |
|  | Paraná Clube             | 3                        | 0                        |                  |   |                            |                            |                            |  |  |                              |                              |                              |  |  |                      |                      |                      |
|  | Paraná Clube             | 3                        | 0                        |                  |   |                            |                            |                            |  |  |                              |                              |                              |  |  |                      |                      |                      |
|  | Atlético Mineiro         | 2                        | 2                        |                  |   |                            |                            |                            |  |  |                              |                              |                              |  |  |                      |                      |                      |
|  | Atlético Mineiro         | 2                        | 2                        | Atlético Mineiro | 1 | 0                          |                            |                            |  |  |                              |                              |                              |  |  |                      |                      |                      |
|  |                          |                          |                          |                  | 1 | 0                          |                            |                            |  |  |                              |                              |                              |  |  |                      |                      |                      |
|  |                          | Botafogo                 | 0                        | 3                |   |                            |                            |                            |  |  |                              |                              |                              |  |  |                      |                      |                      |
|  | Botafogo                 | Botafogo                 | 0                        | 3                | 2 | 1                          |                            |                            |  |  |                              |                              |                              |  |  |                      |                      |                      |
|  | Botafogo                 |                          |                          |                  | 2 | 1                          |                            |                            |  |  |                              |                              |                              |  |  |                      |                      |                      |
|  | Sport Recife             | 1                        | 1                        |                  |   |                            |                            |                            |  |  |                              |                              |                              |  |  |                      |                      |                      |
|  | Sport Recife             | 1                        | 1                        | Botafogo         | 0 | 0                          |                            |                            |  |  |                              |                              |                              |  |  |                      |                      |                      |
|  |                          |                          |                          |                  | 0 | 0                          |                            |                            |  |  |                              |                              |                              |  |  |                      |                      |                      |
|  |                          | Flamengo                 | 0                        | 1                |   |                            |                            |                            |  |  |                              |                              |                              |  |  |                      |                      |                      |
|  | Flamengo                 | Flamengo                 | 0                        | 1                | 0 | 2                          |                            |                            |  |  |                              |                              |                              |  |  |                      |                      |                      |
|  | Flamengo                 |                          |                          |                  | 0 | 2                          |                            |                            |  |  |                              |                              |                              |  |  |                      |                      |                      |
|  | Atlético Goianiense      | 0                        | 1                        |                  |   |                            |                            |                            |  |  |                              |                              |                              |  |  |                      |                      |                      |
|  | Atlético Goianiense      | 0                        | 1                        | Flamengo (v.)    | 2 | 2                          |                            |                            |  |  |                              |                              |                              |  |  |                      |                      |                      |
|  |                          |                          |                          |                  | 2 | 2                          |                            |                            |  |  |                              |                              |                              |  |  |                      |                      |                      |
|  |                          | Santos                   | 0                        | 4                |   |                            |                            |                            |  |  |                              |                              |                              |  |  |                      |                      |                      |
|  | Santos                   | Santos                   | 0                        | 4                | 2 | 3                          |                            |                            |  |  |                              |                              |                              |  |  |                      |                      |                      |
|  | Santos                   |                          |                          |                  | 2 | 3                          |                            |                            |  |  |                              |                              |                              |  |  |                      |                      |                      |
|  | Paysandu                 | 0                        | 1                        |                  |   |                            |                            |                            |  |  |                              |                              |                              |  |  |                      |                      |                      |
|  | Paysandu                 | 0                        | 1                        | Flamengo         | 1 | 0 (3)                      |                            |                            |  |  |                              |                              |                              |  |  |                      |                      |                      |
|  |                          |                          |                          |                  | 1 | 0 (3)                      |                            |                            |  |  |                              |                              |                              |  |  |                      |                      |                      |
|  |                          | Cruzeiro (p.)            | 1                        | 0 (5)            |   |                            |                            |                            |  |  |                              |                              |                              |  |  |                      |                      |                      |
|  | Grêmio                   | Cruzeiro (p.)            | 1                        | 0 (5)            | 3 | 2                          |                            |                            |  |  |                              |                              |                              |  |  |                      |                      |                      |
|  | Grêmio                   |                          |                          |                  | 3 | 2                          |                            |                            |  |  |                              |                              |                              |  |  |                      |                      |                      |
|  | Fluminense               | 1                        | 0                        |                  |   |                            |                            |                            |  |  |                              |                              |                              |  |  |                      |                      |                      |
|  | Fluminense               | 1                        | 0                        | Grêmio           | 4 | 3                          |                            |                            |  |  |                              |                              |                              |  |  |                      |                      |                      |
|  |                          |                          |                          |                  | 4 | 3                          |                            |                            |  |  |                              |                              |                              |  |  |                      |                      |                      |
|  |                          | Atlético Paranaense      | 0                        | 2                |   |                            |                            |                            |  |  |                              |                              |                              |  |  |                      |                      |                      |
|  | Santa Cruz               | Atlético Paranaense      | 0                        | 2                | 0 | 0                          |                            |                            |  |  |                              |                              |                              |  |  |                      |                      |                      |
|  | Santa Cruz               |                          |                          |                  | 0 | 0                          |                            |                            |  |  |                              |                              |                              |  |  |                      |                      |                      |
|  | Atlético Paranaense      | 0                        | 2                        |                  |   |                            |                            |                            |  |  |                              |                              |                              |  |  |                      |                      |                      |
|  | Atlético Paranaense      | 0                        | 2                        | Grêmio           | 1 | 0                          |                            |                            |  |  |                              |                              |                              |  |  |                      |                      |                      |
|  |                          |                          |                          |                  | 1 | 0                          |                            |                            |  |  |                              |                              |                              |  |  |                      |                      |                      |
|  |                          | Cruzeiro                 | 0                        | 1                |   |                            |                            |                            |  |  |                              |                              |                              |  |  |                      |                      |                      |
|  | Palmeiras (v.)           | Cruzeiro                 | 0                        | 1                | 1 | 1                          |                            |                            |  |  |                              |                              |                              |  |  |                      |                      |                      |
|  | Palmeiras (v.)           |                          |                          |                  | 1 | 1                          |                            |                            |  |  |                              |                              |                              |  |  |                      |                      |                      |
|  | Internacional            | 0                        | 2                        |                  |   |                            |                            |                            |  |  |                              |                              |                              |  |  |                      |                      |                      |
|  | Internacional            | 0                        | 2                        | Palmeiras        | 3 | 1                          |                            |                            |  |  |                              |                              |                              |  |  |                      |                      |                      |
|  |                          |                          |                          |                  | 3 | 1                          |                            |                            |  |  |                              |                              |                              |  |  |                      |                      |                      |
|  |                          | Cruzeiro (v.)            | 3                        | 1                |   |                            |                            |                            |  |  |                              |                              |                              |  |  |                      |                      |                      |
|  | Cruzeiro                 | Cruzeiro (v.)            | 3                        | 1                | 1 | 0                          |                            |                            |  |  |                              |                              |                              |  |  |                      |                      |                      |
|  | Cruzeiro                 |                          |                          |                  | 1 | 0                          |                            |                            |  |  |                              |                              |                              |  |  |                      |                      |                      |
|  | Chapecoense              | 0                        | 0                        |                  |   |                            |                            |                            |  |  |                              |                              |                              |  |  |                      |                      |                      |

- Notas:

- Participan en esta fase los 5 equipos vencedores en la etapa anterior y los clubes clasificados directamente a octavos de final en partidos eliminatorios de ida y vuelta.
- Equipos listados en la primera columna poseen la localía en el partido de ida. En negrita los clubes clasificados.

### Octavos de final
- Equipos listados en la primera columna poseen la localia en el partido de ida. En negrita los clubes clasificados.
| Equipo local ida | Global      | Equipo visitante ida | Ida   | Vuelta |
| ---------------- | ----------- | -------------------- | ----- | ------ |
| Santa Cruz       | 0 - 2       | Atlético Paranaense  | 0 - 0 | 0 - 2  |
| Grêmio           | 5 - 1       | Fluminense           | 3 - 1 | 2 - 0  |
| Flamengo         | 2 - 1       | Atlético Goianiense  | 0 - 0 | 2 - 1  |
| Palmeiras        | (gv.) 2 - 2 | Internacional        | 1 - 0 | 1 - 2  |
| Botafogo         | 3 - 2       | Sport Recife         | 2 - 1 | 1 - 1  |
| Santos           | 5 - 1       | Paysandu             | 2 - 0 | 3 - 1  |
| Cruzeiro         | 1 - 0       | Chapecoense          | 1 - 0 | 0 - 0  |
| Paraná Clube     | 3 - 4       | Atlético Mineiro     | 3 - 2 | 0 - 2  |

### Cuartos de final
- Equipos listados en la primera columna poseen la localia en el partido de ida. En negrita los clubes clasificados.
| Equipo local ida | Global      | Equipo visitante ida | Ida   | Vuelta |
| ---------------- | ----------- | -------------------- | ----- | ------ |
| Atlético Mineiro | 1 - 3       | Botafogo             | 1 - 0 | 0 - 3  |
| Flamengo         | (gv.) 4 - 4 | Santos               | 2 - 0 | 2 - 4  |
| Grêmio           | 7 - 2       | Atlético Paranaense  | 4 - 0 | 3 - 2  |
| Palmeiras        | 4 - 4 (gv.) | Cruzeiro             | 3 - 3 | 1 - 1  |

### Semifinales
- Equipos listados en la primera columna poseen la localia en el partido de ida. En negrita los clubes clasificados.
| Equipo local ida | Global           | Equipo visitante ida | Ida   | Vuelta |
| ---------------- | ---------------- | -------------------- | ----- | ------ |
| Botafogo         | 0 - 1            | Flamengo             | 0 - 0 | 0 - 1  |
| Grêmio           | 1 - 1 (2-3 pen.) | Cruzeiro             | 1 - 0 | 0 - 1  |

| 16 de agosto de 2017, 21:45 | Botafogo | 0:0     | Flamengo | Estadio Nilton Santos, Río de Janeiro                        |                                                              |
|                             |          | Reporte |          | Asistencia: 33.067 espectadores Árbitro(s): Anderson Daronco | Asistencia: 33.067 espectadores Árbitro(s): Anderson Daronco |

| 23 de agosto de 2017, 21:45 | Flamengo  | 1:0 (0:0) | Botafogo | Estadio Maracanã, Río de Janeiro                                   |                                                                    |
|                             | Diego 70' | Reporte   |          | Asistencia: 47.573 espectadores Árbitro(s): Wilton Pereira Sampaio | Asistencia: 47.573 espectadores Árbitro(s): Wilton Pereira Sampaio |

| 16 de agosto de 2017, 21:45 | Grêmio        | 1:0 (1:0) | Cruzeiro | Arena do Grêmio, Porto Alegre                                                  |                                                                                |
|                             | Barrios 45+1' | Reporte   |          | Asistencia: 45.102 espectadores Árbitro(s): Marcelo Aparecido Ribeiro de Souza | Asistencia: 45.102 espectadores Árbitro(s): Marcelo Aparecido Ribeiro de Souza |

| 23 de agosto de 2017, 21:45 | Cruzeiro                                                | 1:0 (0:0) (3:2 p.)         | Grêmio                                          | Estadio Mineirão, Belo Horizonte                                           |                                                                            |
|                             | Hudson 51'                                              | Reporte                    |                                                 | Asistencia: 55.227 espectadores Árbitro(s): Wagner do Nascimento Magalhães | Asistencia: 55.227 espectadores Árbitro(s): Wagner do Nascimento Magalhães |
|                             |                                                         | Tiros desde el punto penal |                                                 |                                                                            |                                                                            |
|                             | Rafael Sóbis · Robinho · Murilo · Raniel · Thiago Neves |                            | Fernandinho · Edílson · Everton · Arthur · Luan |                                                                            |                                                                            |

### Final
- Equipo listado en la primera columna posee la localia en el partido de ida.
| Equipo local ida | Global           | Equipo visitante ida | Ida   | Vuelta |
| ---------------- | ---------------- | -------------------- | ----- | ------ |
| Flamengo         | 2 - 2 (3-5 pen.) | Cruzeiro             | 1 - 1 | 1 - 1  |

| 7 de septiembre de 2017 | Flamengo          | 1:1 (0:0) | Cruzeiro                   | Estadio Maracanã, Río de Janeiro                                               |                                                                                |
|                         | Lucas Paquetá 75' | Reporte   | Giorgian De Arrascaeta 83' | Asistencia: 66.165 espectadores Árbitro(s): Marcelo Aparecido Ribeiro De Souza | Asistencia: 66.165 espectadores Árbitro(s): Marcelo Aparecido Ribeiro De Souza |

| 27 de septiembre de 2017 | Cruzeiro                                               | 1:1 (5:3 p.)               | Flamengo                                | Estadio Mineirão, Belo Horizonte                                    |                                                                     |
|                          | 90'                                                    | Reporte                    | 59'                                     | Asistencia: 61.017 espectadores Árbitro(s): Luiz Flávio de Oliveira | Asistencia: 61.017 espectadores Árbitro(s): Luiz Flávio de Oliveira |
|                          |                                                        | Tiros desde el punto penal |                                         |                                                                     |                                                                     |
|                          | Henrique · Léo · Hudson · Diogo Barbosa · Thiago Neves |                            | Guerrero · Juan · Diego · Miguel Trauco |                                                                     |                                                                     |

|                                    |
| Bandera del estado de Minas Gerais |
| Campeón Cruzeiro 5.º título        |

## Goleadores
| Jugador          | Club       |   |
| ---------------- | ---------- | - |
| Léo Gamalho      | Goiás      | 5 |
| Lucas Barrios    | Grêmio     | 5 |
| Rafael Sóbis     | Cruzeiro   | 5 |
| Henrique Dourado | Fluminense | 4 |
| Bruno Henrique   | Santos     | 4 |